# Himmelev Gymnasium
Himmelev Gymnasium er et dansk gymnasium beliggende i bydelen Himmelev i Roskilde. Det er fra 1978 og flyttede i 1980 fra Allehelgensgade ind i de dengang nybyggede lokaler på Herregårdsvej. Bygningerne, der er i ét plan, er omgivet af store græsplæner og beplantning af bøgehække og egetræer. På de grønne arealer omkring gymnasiet er placeret en lang række skulpturer af danske kunstnere.
Skolen er et såkaldt hjemstavnsgymnasium: klasselokalerne er samlet i grupper på seks omkring større fællesområder, der fungerer som studiecentre. Den enkelte klasse er fast knyttet til en hjemstavn, hvor der normalt er elever fra alle klassetrin. Foruden hjemstavnene med de almindelige klasselokaler findes en hjemstavn med faglokaler til de naturvidenskabelige fag, et område med musik- og billedkunstlokaler og idrætssal og – hal med internationale mål. Skolen har to datalokaler, et studieområde med computere foran biblioteket og en kantine. Bold- og idrætsbaner ligger i umiddelbar tilknytning til idrætshallen. Bygningerne er velegnede til kørestolsbrugere og gangbesværede.
I skoleåret 2007-2008 var der 710 elever og 87 lærere på skolen, fordelt på 37 klasser. Der var 12 1.g-klasser, 8 2.g-klasser, 8 3.g- klasser, 3 1.hf- klasser, 3 2. hf-klasser.
Rektor er siden 2024 Julie Rørdam Thom.

## Kendte studenter
- 1984: Christine Antorini, undervisningsminister, MF for Socialdemokraterne
- 1984: Halfdan E, producer og filmkomponist
- 1991: Anders Sigdal, journalist og studievært
- 1993: Brian Mørk, komiker
- 1997: Bryan Rice, popsanger
- 199?: Tina Müller, tv-vært
- 2019: Chili Pedersen, sanger fra X Factor

## Rektorer
- 1978–2003: Leif Mogensen
- 2003–2024: Johnny Vinkel
- 2024–: Julie Rørdam Thom